# Apache JServ Protocol
El Apache JServ Protocol (AJP) es, en el contexto de la World Wide Web un protocolo binario que permite enviar solicitudes desde un servidor web a un servidor de aplicaciones que se encuentra detrás del servidor web. También permite monitoreo dado que el servidor web puede enviar un ping al servidor de aplicación.
El protocolo AJP suele utilizarse en un despliegue de balance de carga en el que uno o más servidores web front-end envían solicitudes a uno o varios servidores de aplicaciones. Las sesiones se redirigen al servidor de aplicaciones correcto utilizando un mecanismo de enrutación en el que cada servidor de aplicaciones recibe un nombre (denominado ruta).
AJP funciona en Servidor HTTP Apache 1.x utilizando el plugin mod jk y en el Apache 2.2 utilizando los módulos proxy ajp, proxy y proxy balancer. El servidor Apache está programado en C y el servidor de aplicaciones normalmente en Java.
Tanto el contenedor de servlets de Apache Tomcat como el contenedor servlet de Jetty son compatibles con AJP. El servidor de aplicaciones WebObjects puede funcionar (sin un despliegue de servlet) utilizando el LEWOAJPAdaptor de LEWOStuff.